# Botanamphora
Botanamphora es un género de hongos en la familia Melanconidaceae.